# Тегеранский университет
Тегера́нский университе́т (перс. دانشگاه تهران‎ — Данэшга́х-э Тэхра́н) — государственное высшее учебное заведение, один из крупнейших и старейших классических университетов Ирана. Расположен в городе Тегеран.

## Общие сведения
Тегеранский университет ведёт отсчёт своей истории с 1851 года как Дар ул-Фунун (перс. دارالفنون‎). По сути, Тегеранский университет был образован в 1934 году по личному распоряжению Реза-шаха Пехлеви путём слияния нескольких уже существовавших на тот момент высших учебных заведений.
В 1937 году к обучению в Тегеранском университете были допущены женщины. В 1945 году на месте казарм Союзных оккупационных войск в Амирабаде было построено университетское общежитие.
Тегеранский университет сыграл большую роль в новейшей истории Ирана. В 1979 году студенческая молодежь ТУ активно выступила против шахского режима и оказали поддержку Исламской революции.
В 1986 году из состава Тегеранского университета был выделен медицинский факультет и преобразован в Тегеранский медицинский университет (ТМУ).
В 1999 году в университете прошла акция протеста против закрытия оппозиционной газеты «Салам», переросшая в студенческие беспорядки.
В 2005—2008 годах пост ректора ТУ занимал профессор теологии, близкий соратник аятоллы Хомейни, аятолла Аббас-Али Амид Зенджани.
В 2006 году при Тегеранском университете был учрежден Институт Кавказских Исследований. ИКИ(ТУ) проводит исследования материального и духовного наследия кавказских регионов, их экономического потенциала. Это первый в Иране специализированный институт, который занимается комплексным изучением Кавказа.
ТУ считается одним из лучших и ведущих научно-исследовательских университетов Ирана. В университете обучается более 50 000 студентов. ТУ подготавливает специалистов по 111 бакалаврским, 177 магистерским и 156 докторским программам.
По состоянию на 2016 год, структура ТУ включает 25 факультетов, 9 кампусов и 11 научно-исследовательских центров, а также вуз публикует 34 научных журнала. На факультетах и в научно-исследовательских центрах работают 1500 профессоров и преподавателей.
Ректор — экономист, доктор Фархад Рахбар, бывший до 2007 года вице-президентом Ирана.

## Образовательная деятельность
По состоянию на июнь 2016 года основной учебный процесс в университете осуществляется на 20 факультетах:
1. Богословский факультет
2. Факультет естественных наук
3. Факультет филологии, философии и педагогических наук
4. Инженерный факультет
5. Факультет права и политических наук
6. Факультет управления
7. Факультет изобразительных искусств
8. Факультет сельского хозяйства
9. Факультет менеджмента
10. Факультет образования
11. Факультет природных ресурсов
12. Экономический факультет
13. Факультет социальных наук
14. Факультет охраны окружающей среды
15. Факультет иностранных языков
16. Факультет физического воспитания
17. Факультет географии
18. Факультет мировых исследований
19. Факультет предпринимательства
20. Факультет передовых наук и технологий

## Научно-исследовательская деятельность
ТУ — крупный учебно-научный комплекс по подготовке, переподготовке, аттестации и повышению квалификации кадров. В состав университета входят 20 научно-исследовательских институтов и центров:
1. Институт биохимии и биофизики
2. Институт геофизики
3. Международный научный центр исследований пустынь
4. Институт истории науки
5. Институт Североамериканских и Европейских исследований
6. Институт электротехники
7. Центр по изучению проблем женщин
8. Научно-исследовательский центр управления прикладной
9. НИЦ Словаря Деххода
10. НИИ транспорта, топлива и окружающей среды
11. НИИ турбомашин
12. Институт нефтегазовой инженерии
13. Институт водных ресурсов
14. Научно-исследовательский институт планирования и управления энергопотреблением
15. НИЦ инжиниринговой оптимизации
16. НИИ биоматериалов
17. НИИ перспективных материалов
18. НИИ неорганических материалов
19. НИЦ Тегеранского университета
20. Научно-технологический парк Тегеранского университета

## Известные личности
- Сейхун, Хушенг- архитектор, автор  мавзолеев ибн Сины, Омара Хайяма